# Pablo Nicolás Mouche
Pablo Nicolás Mouche (San Martín, Buenos Aires, Argentina, 11 d'octubre de 1987) és un futbolista argentí. Juga com a extrem a l'equip Colo-Colo de la Primera Divisió xilena.

## Trajectòria

### Categories inferiors
Va jugar des de molt petit al club de baby futbol d'Ameghino, a Santos Lugares (Buenos Aires). Després, un amic el va portar a l'Estudiants de Caseros on va debutar el 2003 a l'edat de 16 anys, mentre estudiava el segon any de secundària. Era el suplent d'Ezequiel Lavezzi.

### Boca Juniors
L'any 2005 va passar al Boca Juniors, la qual cosa li va obrir les portes de la selecció sub-18. Quan va tornar al club després d'estar cedit al club Arsenal de Sarandí, va demanar a Guillermo Fangs Schelotto si l'autoritzava a usar la samarreta núm. 7. El 23 de setembre de 2008 va marcar el seu primer gol amb el Boca en un partit corresponent a la Copa Sud-americana, davant de Lliga de Quito. També en aquest mateix any va marcar un gol davant Banfield. Aquest gol significaria tres punts decisius en aquest torneig Apertura perquè Boca arribés al triangular final de desempat. L'any 2011 comença a ser tingut en compte per l'entrenador Julio César Falcioni, i comença a jugar com segon davanter darrere de Martín Palerm. Mesos més tard, es guanya el lloc momentàniament a causa de la lesió de Lucas Viatri. En el primer semestre del 2012, després de la lesío de Darío Cvitanich, va començar a jugar de titular, marcant gols davant Olimpo, San Lorenzo, Lanús, Estudiantes de la Plata, Atlètico de Rafaela i Godoy Cruz de Mendoza. Sumant aquests gols als de la Copa Libertadores davant d'Arsenal, Unió Espanyola i Fluminense i a la Copa Argentina davant Olimpo, va marcar un total de 10 gols en els sis mesos, 11 a la temporada 2011/12, comptant el que va aconseguir a l'Obertura 2011, sent el golejador del club a la temporada.

### Arsenal
El 2007 va estar cedit a l'Arsenal de Sarandí, club on va poder debutar, marcant el seu primer gol a Primera divisió, encara que va arribar a disputar pocs partits a causa d'una lesió.

### Kayserispor
Al juliol de 2012, Mouche va viatjar a Europa després de fitxar pel Kayserispor de Turquia. Després de cinc partits va marcar el seu primer gol, tallant una ratxa de dotze partits sense triomfs. El gol del davanter va arribar mancant cinc minuts amb un cop de cap que va permetre la victòria per 3 a 2 sobre l'Eskisehirspor.

### Palmeiras
El Kayserispor turc va anunciar la venda de Pablo Mouche al Palmeiras per quatre milions de dòlars. D'aquesta xifra, la meitat serà per a Boca, que havia venut el 70% del seu traspàs l'any 2012.

### Lanús
Al 2015 fitxa pel Lanús, en un acord de préstec per 2 anys, on es consagraria campió. Va jugar 15 partits.

### Estrella Roja de Belgrad
El jugador era prioritat per reforçar el planter de cara a la Lliga de Campions de la UEFA. El 8 de juliol de 2016 signa un acord de préstec per un any amb el club.

### Club Olimpia
El 20 de gener de 2017, el seu representant Darío Bombini, anuncia a mitjans paraguaians la seva arribada al Club Olimpia. Serà per un any, cedit pel Palmeiras, equip propietari del seu traspàs. Després de 6 mesos anuncia la sortida del Club havent disputat 16 partits i marcant 4 gols en el Torneig Obertura 2017 (Paraguai).

### Banfield
El 20 de juliol de 2017 signa el seu contracte a préstec per un any amb opció de compra, fent servir el dorsal N ° 7.

### Colo-Colo
El 4 de febrer de 2019 és presentat com a reforç de l'equip xilè. Signa un contracte que el lliga per un any.

## Internacional
Ha estat internacional amb la selecció juvenil Sub-20 de l'Argentina. Va participar en el Campionat Sud-americà Sub-20 de 2007 que es va disputar al Paraguai. En aquest torneig va marcar un hat-trick davant Veneçuela. Va debutar a la selecció nacional el 16 de març de 2011, en un partit amistós, marcant dos gols en el triomf per 4-2.

## Selecció Sub-20
| Nº | Data                | Estadi                                  | Local     | Resultat | Visitant  | Gols | Competició                   |
| -- | ------------------- | --------------------------------------- | --------- | -------- | --------- | ---- | ---------------------------- |
| 1  | 8 de gener de 2007  | Tinent Coronel, C. de l'Est, Paraguai   | Argentina | 0-0      | Equador   |      | Campionat Sud-americà Sub-20 |
| 2  | 10 de gener de 2007 | Tinent Coronel, C. de l'Est, Paraguai   | Argentina | 2-1      | Colòmbia  |      | Campionat Sud-americà Sub-20 |
| 3  | 14 de gener de 2007 | Tinent Coronel, C. de l'Est, Paraguai   | Argentina | 6-0      | Veneçuela |      | Campionat Sud-americà Sub-20 |
| 4  | 16 de gener de 2007 | Tinent Coronel, C. de l'Est, Paraguai   | Argentina | 3-3      | Uruguai   |      | Campionat Sud-americà Sub-20 |
| 5  | 19 de gener de 2007 | Defensors del Chaco, Asunción, Paraguai | Brasil    | 2-2      | Argentina |      | Campionat Sud-americà Sub-20 |
| 6  | 21 de gener de 2007 | Defensors del Chaco, Asunción, Paraguai | Paraguai  | 0-1      | Argentina |      | Campionat Sud-americà Sub-20 |
| 7  | 23 de gener de 2007 | Defensors del Chaco, Asunción, Paraguai | Xile      | 0-0      | Argentina |      | Campionat Sud-americà Sub-20 |
| 8  | 25 de gener de 2007 | Defensors del Chaco, Asunción, Paraguai | Colòmbia  | 0-0      | Argentina |      | Campionat Sud-americà Sub-20 |
| 9  | 28 de gener de 2007 | Defensors del Chaco, Asunción, Paraguai | Uruguai   | 0-1      | Argentina |      | Campionat Sud-americà Sub-20 |

## Internacional
| Nº | Data                   | Estadi                              | Local     | Resultat | Visitant  | Gols | Competició |
| -- | ---------------------- | ----------------------------------- | --------- | -------- | --------- | ---- | ---------- |
| 1  | 16 de març de 2011     | Monumental, Buenos Aires, Argentina | Argentina | 4-1      | Veneçuela |      | Amistós    |
| 2  | 20 d'abril de 2011     | Monumental, Buenos Aires, Argentina | Argentina | 2-2      | Equador   |      | Amistós    |
| 3  | 25 de maig de 2011     | Monumental, Buenos Aires, Argentina | Argentina | 4-2      | Paraguai  |      | Amistós    |
| 4  | 14 de setembre de 2011 | Alberto Kempes, Còrdova, Argentina  | Argentina | 0-0      | Brasil    |      | Amistós    |
| 5  | 28 de setembre de 2011 | Mangueirão, Belen, Brasil           | Brasil    | 2-0      | Argentina |      | Amistós    |

| CA Estudiants · Argentina |               |               |     |    |   |    |    |     |     |      |      |
| 3a | 2003-04       | 2             | 0   | -  | - | -  | -  | 2   | 0   | 0    |      |
| 3a | 2004-05       | 15            | 14  | -  | - | -  | -  | 15  | 14  | 0,93 |      |
| Total club | Total club    | 17            | 14  | -  | - | -  | -  | 17  | 14  | 0,82 |      |
| Boca Juniors · Argentina |               |               |     |    |   |    |    |     |     |      |      |
| 1a | 2005-06       | 0             | 0   | -  | - | -  | -  | 0   | 0   | 0    |      |
| 1a | 2006-07       | 0             | 0   | -  | - | -  | -  | 0   | 0   | 0    |      |
| Total club | Total club    | 0             | 0   | -  | - | -  | -  | 0   | 0   | 0    |      |
| Arsenal de Sarandí · Argentina |               |               |     |    |   |    |    |     |     |      |      |
| 1a | 2007-08       | 4             | 1   | -  | - | 0  | 0  | 4   | 1   | 0,25 |      |
| Total club | Total club    | 4             | 1   | -  | - | 0  | 0  | 4   | 1   | 0,25 |      |
| Boca Juniors · Argentina |               |               |     |    |   |    |    |     |     |      |      |
| 1a | 2007-08       | 4             | 0   | -  | - | -  | -  | 4   | 0   | 0    |      |
| 1a | 2008-09       | 23            | 1   | -  | - | 7  | 1  | 30  | 2   | 0,07 |      |
| 1a | 2009-10       | 20            | 2   | -  | - | 1  | 1  | 21  | 3   | 0,14 |      |
| 1a | 2010-11       | 31            | 2   | -  | - | 0  | 0  | 31  | 2   | 0,06 |      |
| 1a | 2011-12       | 35            | 7   | 4  | 1 | 14 | 3  | 53  | 11  | 0,21 |      |
| Total club | Total club    | 113           | 12  | 4  | 1 | 22 | 5  | 139 | 18  | 0,13 |      |
| Kayserispor · Turquia |               |               |     |    |   |    |    |     |     |      |      |
| 1a | 2012-13       | 28            | 7   | 0  | 0 | 0  | 0  | 28  | 7   | 0,25 |      |
| 1a | 2013-14       | 32            | 6   | 2  | 0 | 0  | 0  | 34  | 6   | 0,11 |      |
| Total club | Total club    | 60            | 13  | 2  | 0 | 0  | 0  | 62  | 13  | 0,20 |      |
| Palmeiras · Brasil |               |               |     |    |   |    |    |     |     |      |      |
| 1a | 2014          | 17            | 2   | 3  | 1 | -  | -  | 20  | 3   | 0,14 |      |
| 1a | 2015          | 1             | 0   | 1  | 0 | -  | -  | 2   | 0   | 0,00 |      |
| Total club | Total club    | 18            | 2   | 4  | 1 | -  | -  | 22  | 3   | 0,14 |      |
| Total carrera | Total carrera | Total carrera | 211 | 41 | 9 | 2  | 22 | 5   | 242 | 49   | 0,20 |
| (1) Inclou dades de la Copa Turca (2013-2014) i Supercopa Argentina (2011-2012). (2) Inclou dades de la Copa Sud-americana (2008-2009) i Copa Libertadores d'Amèrica (2009 i 2012). (3) Mitjana de gols per trobada. No inclou gols en partits amistosos. |               |               |     |    |   |    |    |     |     |      |      |

## Resum estadístic
| Partits                 | Gols | Mitjana |      |
| ----------------------- | ---- | ------- | ---- |
| Primera Divisió         | 211  | 41      | 0,20 |
| Copes Nacionals         | 9    | 2       | 0,25 |
| Copes internacionals    | 22   | 5       | 0,22 |
| Selecció de l'Argentina | 5    | 2       | 0,40 |
| TOTAL                   | 247  | 51      | 0,21 |

## Palmarès

### Campionats nacionals
| Títol            | Club          | País      | Any  |
| ---------------- | ------------- | --------- | ---- |
| Torneig Obertura | Boca Juniors* | Argentina | 2005 |
| Torneig Clausura | Boca Juniors* | Argentina | 2006 |
| Torneig Obertura | Boca Juniors  | Argentina | 2008 |
| Torneig Obertura | Boca Juniors  | Argentina | 2011 |
| Copa Argentina   | Boca Juniors  | Argentina | 2012 |

### Copes internacionals
| Títol                | Club                | País      | Any  |
| -------------------- | ------------------- | --------- | ---- |
| Copa Libertadores    | Boca Juniors*       | Argentina | 2007 |
| Copa Sud-americana   | Arsenal de Sarandí* | Argentina | 2007 |
| Recopa Sud-americana | Boca Juniors*       | Argentina | 2008 |